# Živaja
Živaja – wieś w Chorwacji, w żupanii sisacko-moslawińskiej, w gminie Hrvatska Dubica. W 2011 roku liczyła 309 mieszkańców.